# Rachida Iaallala
 (janvier 2019).
Si vous disposez d'ouvrages ou d'articles de référence ou si vous connaissez des sites web de qualité traitant du thème abordé ici, merci de compléter l'article en donnant les références utiles à sa vérifiabilité et en les liant à la section « Notes et références ».
Rachida Iaallala, née le 3 juin 1958 à Tanger, est une actrice maroco-néerlandaise.

## Filmographie

### Cinéma et téléfilms
- 1990 : Goede tijden, slechte tijden : Mère de Azalaia
- 1996 : Lieve Aisja : La mère
- 1998 : Duidelijke taal!
- 1999 : Oud geld (nl) : Karima
- 1999 : Leven en Dood van Quidam Quidam (nl) : La femme musulmane
- 2000 : Russen (nl) : Mère de Hamid
- 2001 : Monte Carlo (nl) : Halima
- 2002 : Intensive Care (nl) : Nilou Tantay Swedan
- 2003 : Najib's Moeder : Mère de Najib
- 2002-2004 : Dunya en Desie (nl) : Kenza El-Beneni
- 2005 : Enneagram : Mère de Karim
- 2006 : Shouf Shouf! (nl) : Mme Selah
- 2006 : Keyzer & De Boer Advocaten : Mme Boutella
- 2006 : Donkeygirl : La femme du pêcheur
- 2007 : Van Speijk : Mère de Aisha
- 2007 : Sextet[Quoi ?] : La femme marocaine
- 2007 : Het boze oog (nl) : Leila
- 2008 : Moes
- 2008 : Dunya en Desie in Marokko (nl) : Kenza El-Beneni
- 2008 : Alibi (nl)
- 2008 : Liefde, dank je wel : Mère de Naima
- 2009 : Coach : Sjarma Eouzzani
- 2016 : Nieuwe Tijden (nl) : Mère de Karim
- 2017 : Broeders : Fadila
- 2019 : The Way To Paradise : La mère de Najib